# Paravur
Paravur è una suddivisione dell'India, classificata come municipality, di 30 056 abitanti, situata nel distretto di Ernakulam, nello stato federato del Kerala. In base al numero di abitanti la città rientra nella classe III (da 20 000 a 49 999 persone).

## Geografia fisica
La città è situata a 10° 10' 08 N e 76° 12' 29 E.

## Società

### Evoluzione demografica
Al censimento del 2001 la popolazione di Paravur assommava a 30 056 persone, delle quali 14 482 maschi e 15 574 femmine. I bambini di età inferiore o uguale ai sei anni assommavano a 2 937, dei quali 1 500 maschi e 1 437 femmine. Infine, coloro che erano in grado di saper almeno leggere e scrivere erano 25 395, dei quali 12 383 maschi e 13 012 femmine.